# Oleksandr Fèdenko
Oleksandr Oleksàndrovitx Fèdenko (en ucraïnès Олександр Олександрович Феденко; Kíiv, 20 de desembre de 1970) va ser un ciclista ucraïnès, que es va especialitzar en el ciclisme en pista, encara que també combinà amb la carretera.
Del seu palmarès destaca la medalla de plata als Jocs de Sydney en persecució per equips, i dos Campionat del món de la mateixa disciplina.
En carretera cal remarcar el Campionat nacional en ruta i una Volta a Sèrbia.

## Palmarès en pista
- 1998
  -  Campió del món en Persecució per equips (amb Ruslan Pidgorni, Serhíi Matvèiev i Oleksandr Simonenko)
- 2000
  -  Medalla de bronze als Jocs Olímpics de Sydney en Persecució per equips (amb Serhíi Matvèiev, Serhíi Txerniavski i Oleksandr Simonenko)
- 2001
  -  Campió del món en Persecució individual
  -  Campió del món en Persecució per equips (amb Lyubomyr Polatayko, Serhíi Txerniavski i Oleksandr Simonenko)

### Resultats a laCopa del Món
- 1997
  - 1r a Fiorenzuola d'Arda i a Quartu Sant'Elena, en Persecució per equips
- 1999
  - 1r a Fiorenzuola d'Arda, en Persecució per equips
- 2001
  - 1r a Pordenone, en Persecució per equips

## Palmarès en ruta
- 1995
  - 1r a la Volta a Sèrbia
  - 1r a la Polònia-Ucraïna
- 1996
  - Vencedor d'una etapa al Tour de Beauce
- 1997
  - Vencedor d'una etapa a la Setmana ciclista bergamasca
- 1998
  - 1r al Trofeu Adolfo Leoni
- 1999
  -  Campió d'Ucraïna en ruta